# Rocco Vata
Rocco Vata (Glasgow, 18 aprile 2005) è un calciatore irlandese, attaccante del Watford e della nazionale irlandese..

## Biografia
È figlio dell'ex calciatore Rudi Vata.

## Carriera

### Club
È cresciuto nel settore giovanile del Celtic, con cui ha firmato il primo contratto professionistico nel luglio del 2021 e, tra il 2022 ed il 2024, ha segnato 21 reti in 31 presenze nella quinta divisione scozzese con la squadra riserve degli Hoops. Ha debuttato in prima squadra il 28 dicembre 2022 nell'incontro di Scottish Premiership vinto 4-0 contro l'Hibernian ed ha segnato il suo primo gol il 21 gennaio 2024, in Scottish Cup contro l'Aberdeen.
Il 5 luglio 2024 è stato acquistato a titolo definitivo dal Watford.

### Nazionale
Ha giocato con le nazionali giovanili irlandesi Under-15, Under-17, Under-18, Under-19 e Under-21.
Il 14 marzo 2025 ha ricevuto la prima convocazione con la nazionale maggiore irlandese, con cui ha esordito sei giorni dopo nell'incontro di UEFA Nations League vinto per 1-2 in casa della Bulgaria.

## Statistiche

### Presenze e reti nei club
Statistiche aggiornate al 20 marzo 2025.
| Stagione        | Squadra         | Campionato      | Campionato | Campionato | Coppe nazionali | Coppe nazionali | Coppe nazionali | Coppe continentali | Coppe continentali | Coppe continentali | Altre coppe | Altre coppe | Altre coppe | Totale | Totale | Totale |
| Stagione        | Squadra         | Comp            | Pres       | Reti       | Comp            | Pres            | Reti            | Comp               | Pres               | Reti               | Comp        | Pres        | Reti        | Pres   | Reti   |        |
| --------------- | --------------- | --------------- | ---------- | ---------- | --------------- | --------------- | --------------- | ------------------ | ------------------ | ------------------ | ----------- | ----------- | ----------- | ------ | ------ | ------ |
| 2022-2023       | Celtic          | SP              | 4          | 0          | CS+CdL          | 0               | 0               | -                  | -                  | -                  | -           | -           | -           | 4      | 0      |        |
| 2023-2024       | Celtic          | SP              | 1          | 0          | CS+CdL          | 1+0             | 1+0             | -                  | -                  | -                  | -           | -           | -           | 2      | 1      |        |
| 2024-2025       | Watford         | FLC             | 25         | 3          | FACup+CdL       | 1+3             | 1+0             | -                  | -                  | -                  | -           | -           | -           | 29     | 4      |        |
| Totale carriera | Totale carriera | Totale carriera | 30         | 3          |                 | 5               | 2               |                    | -                  | -                  |             | -           | -           | 35     | 5      |        |

### Cronologia presenze e reti in nazionale
| Cronologia completa delle presenze e delle reti in nazionale ― Irlanda | Cronologia completa delle presenze e delle reti in nazionale ― Irlanda | Cronologia completa delle presenze e delle reti in nazionale ― Irlanda | Cronologia completa delle presenze e delle reti in nazionale ― Irlanda | Cronologia completa delle presenze e delle reti in nazionale ― Irlanda | Cronologia completa delle presenze e delle reti in nazionale ― Irlanda | Cronologia completa delle presenze e delle reti in nazionale ― Irlanda | Cronologia completa delle presenze e delle reti in nazionale ― Irlanda |
| Data                                                                   | Città                                                                  | In casa                                                                | Risultato                                                              | Ospiti                                                                 | Competizione                                                           | Reti                                                                   | Note                                                                   |
| ---------------------------------------------------------------------- | ---------------------------------------------------------------------- | ---------------------------------------------------------------------- | ---------------------------------------------------------------------- | ---------------------------------------------------------------------- | ---------------------------------------------------------------------- | ---------------------------------------------------------------------- | ---------------------------------------------------------------------- |
| 20-3-2025                                                              | Plovdiv                                                                | Bulgaria                                                               | 1 – 2                                                                  | Irlanda                                                                | UEFA Nations League 2024-2025 - Play-off                               | -                                                                      | 79’ 81’                                                                |
| Totale                                                                 |                                                                        | Presenze                                                               | 1                                                                      |                                                                        | Reti                                                                   | 0                                                                      |                                                                        |

## Palmarès

### Club

#### Competizioni nazionali
- Campionato scozzese: 2

Celtic: 2022-2023, 2023-2024
- Coppa di Scozia: 1

Celtic: 2023-2024